# Венский лагер
Венский лагер (Vienna lager) — вид пива, разновидность европейского янтарного лагера (European Amber Lager).

## История
Оригинальный венский янтарный лагер был разработан австрийцем Антоном Дреером (Anton Dreher) в 1841 году. Дреер создал большую пивоваренную компанию в Вене, а позже основал пивоварни в Будапеште, Триесте и Михайловце (Богемия). В 1930-е годы венская пивоварня обанкротилась, и венское пиво перестало производиться в Австрии, но зажило новой жизнью в Мексике, куда была перенесена Сантяго Граф (Santiago Graf) и другими австрийскими пивоварами-иммигрантами в конце XIX века.
Стиль был снова возрожден в Австрии в начале 1990-х годов.

## Характеристики
Своими характеристиками этот вид пива обязан венскому солоду. Используется только высококачественный солод в сочетании с континентальным европейским хмелем благородных сортов. Американские версии являются более крепкими, сухими и горькими, в то время как европейские, как правило, сладкие.
Этот тип пива отличается ярко-красным цветом от янтарного до медного; прозрачностью; обильной жёлтой и устойчивой пеной, богатым солодовым вкусом и ароматом венского или мюнхенского солода с хмелевыми нотками.
Многие мексиканские янтарные и тёмные лагеры в прошлом были аутентичны, но сегодня больше всего напоминают сладкий, с большим количеством добавок тёмный американский лагер.
Содержание алкоголя: 4,5-5,7 %.

## Марки
Примеры торговых марок:
- Австрия — Ottakringer Wiener Original, Schloss Eggenberg Nessie, Stiegl-Ambulanz Wiener Lager, Gusswerk Wiener Lager, Gablitzer Wiener Lager, Brew Age Malzstrasse
- Германия — Altstadthof Rotbier, Bierfabrik Berlin Rotbier, Fallersleben Rotbier, Brauerei Wagner Kupferstich Rotbier, St. Michaelis Rotbier
- Мексика — Noche Buena, Negra Modelo
- США — Great Lakes Eliot Ness, Samuel Adams Vienna Style Lager, Old Dominion Aviator Amber Lager, Gordon Biersch Vienna Lager, Capital Wisconsin Amber
- Россия — Хамовники Венское, Томское Богемское (Рецепт 1884 года)